# 森嘎曲德寺
森嘎曲德寺，又称“森嘎寺”，位于西藏自治区日喀则市定日县长所乡森嘎村，是一座藏传佛教寺院。

## 简介
森嘎曲德寺是位于西藏自治区日喀则市定日县长所乡森嘎村的一座藏传佛教寺院。
2012年，森嘎曲德寺的2名僧人被评为西藏自治区爱国守法先进僧尼。2013年，定日县长所乡森嘎寺管理委员会被评为2012年度西藏自治区城乡居民暨在编僧尼免费健康体检工作先进集体。
2012年，定日县人民政府对该县11个寺庙的管委会用房进行了招标，这11个寺庙分别是：绒布寺、卡日寺、曲龙寺、森嘎曲德寺、曲德寺、当卓寺、曲龙贡达普寺、贡达普寺、尼让印刷寺、普萨寺、贡达拉东寺。